# 万柳車両基地
座標: 北緯39度58分48.37秒 東経116度17分32.66秒 / 北緯39.9801028度 東経116.2924056度
万柳車両基地（まんりゅうしゃりょうきち、ワンリウしゃりょうきち）は、中華人民共和国北京市海淀区に所在する北京地下鉄の車両基地である。面積は17.4万平方メートル。巴溝駅の先に連絡線がある。10号線の車両(DKZ15型)が所属している。